# チェルケスク
チェルケスク（ロシア語・カラチャイ・バルカル語・カバルド語: Черкесск, Cherkessk）はロシア連邦の都市。北コーカサス西部に位置するカラチャイ・チェルケス共和国の首都。人口は11万3226人（2021年）。クバン川の右岸に位置する。20km北にはカラチャイ・チェルケス共和国とスタヴロポリ地方との境界が走る。最寄りの町は16km南西にあるカラチャイ・チェルケスの街ウスチ・ジェグタと、47km北にあるスタヴロポリ地方の街ネヴィンノムイスク。
1804年にクバン・コサックらにより、ロシア帝国の南の国境を守るための軍の基地が建設され、1825年に要塞からスタニツァ（村）の地位を得た。1825年当時はバタルパシンスカヤ（Баталпашинская, Batalpashinskaya）と呼ばれ、1880年にはクバン地方の行政中心地となった。1931年に市となりバタルパシンスクと改名されたが、その後何度も改称された。1934年にソビエト連邦の政治家ダニル・スリモフの栄誉をたたえスリモフ（Сулимов, Sulimov）に、1937年にスリモフが粛清されると内務人民委員部（NKVD）の長官ニコライ・エジョフにちなみイェジョヴォ・チェルケスク（Ежого-Черкесск）に、さらにエジョフが粛清された1939年にはチェルケスクと改称され現在に至っている。
1989年の国勢調査では、カバルド人が35.0%、ロシア人が33.0%、カラチャイ人が20.7%、アバザ人が11.5%を占めた。その他、少数派としてノガイ人、ギリシア人、アルメニア人が住む。
カラチャイ・チェルケス共和国の中心として、多くの大学および大学分校が所在する。また劇団、交響楽団、コサックダンスグループなどが本拠を置く。かつては一農村であり、現在は電器、皮革、食品産業などが立地する。ロストフ・ナ・ドヌとバクー方面を結ぶ北コーカサスの幹線である高速道路M29が近くを通るほか、市内にはトロリーバスが走る。